# 孤䳍
孤䳍（學名：Tinamus solitarius）是巴西東部大西洋森林特有的一種鳥類。

## 分類
孤䳍屬於䳍科。牠們一般能夠飛行，但不能長久。牠們是鴕鳥目的近親。以往牠們分為兩個亞種：巴西東北部的Tinamus solitarius pernambucensis及巴拉圭東部南與阿根廷東北部的指名亞種Tinamus solitarius solitarius，不過前者並不獨特與指名亞種，只有個別的有特別的色彩。

## 特徵
孤䳍平均長45厘米。背部的色調由橄欖色至銹色不等，頸下羽毛的明暗部亦有不同，且有黑色斑紋。Tinamus solitarius pernambucensis的羽毛較黃，在頸部有較多斑紋。

## 分佈
孤䳍分佈在巴西的巴伊亞東南部、米納斯吉拉斯東部、聖埃斯皮里圖州、里約熱內盧州、聖保羅州、南馬托格羅索州東部、巴拉那州、聖卡塔琳娜州及南里奧格蘭德州北部。牠們亦在巴拉圭東南部及阿根廷東北部的米西奧內斯省出沒。

## 行為

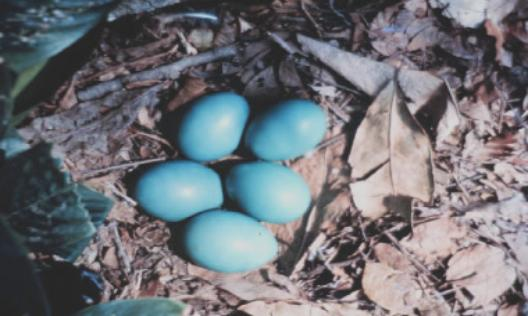
孤䳍的蛋。

孤䳍會產形狀奇特的蛋，外表有光澤及充滿色彩。牠們主要吃果實、種子或低的植物。雄鳥會在巢中孵化鳥蛋，且會照顧雛鳥一段短時間。

## 生態
孤䳍棲息在低地潮濕的熱帶雨林及山區高達海拔1200米的森林。牠們棲息在次生林，且能容忍一定程度的間伐。牠們不喜歡種植外來植物的地方。由於牠們的數量豐富，被獵殺仍未至瀕危的地步。有一些孤䳍生活在偏遠的森林交錯群落中，佔地只有約400公頃。

## 保育
孤䳍現時因城市化、工業化、農業發展及建設道路不斷的伐林而受到威脅。牠們因過度獵殺，世界自然保護聯盟將牠們列為近危，其分佈地只有990000平方公里。以往分類為T. s. pernambucensis的群族已經非常罕有或已消失。北方的群族亦很稀有，歷史上就只有不多於6個標本。
孤䳍較容易被引入到其他環境，在一些只有610公頃的森林地區，也可以見到牠們。

## 外部連結
- BirdLife Species Factsheet（页面存档备份，存于）
- Internet Bird Collection
- 孤䳍的郵票（页面存档备份，存于）
- 孤䳍的圖片；孤䳍的介紹
- 孤䳍的相片及映片（页面存档备份，存于）